# The Welkin
The Welkin is een toneelstuk van de Britse dramaturg Lucy Kirkwood, voor het eerst opgevoerd in het Londense Royal National Theatre op 22 januari 2020. Het is een historisch drama in twee bedrijven voor 18 tot 19 (merendeels vrouwelijke) acteurs, waarbij de rechter zowel een acteur als een onzichtbare stem kan zijn. Maxine Peake speelde de rol van Elizabeth tijdens de première, die geregisseerd werd door James Macdonald.
In The Welkin vertelt Kirkwood het verhaal van de moordenares Sally Poppy uit East Anglia, die in maart 1759 aan haar doodstraf tracht te ontkomen door te bewijzen dat ze zwanger is. Een jury van twaalf vrouwen moet beslissen of Sally de waarheid spreekt; in hun gesprekken over koetjes en kalfjes, die niet wars van humor zijn, worden parallellen getrokken met de maatschappelijke positie van vrouwen in de eenentwintigste eeuw. De Komeet Halley, die momenteel aan ‘het zwerk’ te zien is, fungeert hierbij als een leidmotief.

## Samenvatting
Sally Poppy komt na dagenlange afwezigheid thuis bij haar man, die haar meteen wil afranselen. Sally is echter met bloed besmeurd en heeft een hamer bij zich; ze heeft het dochtertje van de welstellende familie Wax vermoord. De plaatselijke vroedvrouw Elizabeth Luke wordt door de baljuw Mijnheer Coombes, die een affaire met haar heeft, opgeroepen om in de jury te gaan zetelen. Elizabeth herinnert zich Sally nog goed, want ze heeft haar ooit ter wereld gebracht.
Een voor een leggen de twaalf vrouwen een eed af, behalve Sarah Hollis, die stom is. Ze vertellen elk iets over hun achtergrond. Voorzitster van de jury is Charlotte Cary, een dame van stand met een deftiger accent dan de anderen. Ze worden door de rechter in een kamer gezet zonder eten, drinken of vuur en moeten tot een verdict komen inzake de vraag of Sally al dan niet in verwachting is. Het is Mijnheer Coombes verboden met hen te praten, hetgeen een zekere machtsdynamiek creëert: dit is een zeldzame gelegenheid waarop de vrouwen het voor het zeggen hebben. Ze spotten dan ook voluit met Coombes, die bij wet niet mag reageren. De Komeet Halley zal weldra aan het uitspansel verschijnen, zoals door Edmund Halley voorspeld is. Een van de vrouwen oppert dat misschien een brok van de komeet op het hoofd van het kind gevallen is, wat grote hilariteit opwekt. Een andere vrouw wil zo snel mogelijk tot een verdict komen, want ze heeft nog een veld met prei te rooien.
Sally wordt geboeid de kamer binnengebracht. Ze is weerbarstig en vervuld van haat tegen de wereld. Elizabeth is aanvankelijk de enige die het voor haar opneemt. Om te bewijzen dat ze zwanger is, zou Sally colostrum moeten kunnen produceren. Met tegenzin laat ze haar borsten kneden, totdat er uiteindelijk melk lijkt uit te komen. Aan het eind van het eerste bedrijf valt echter een enorme dode raaf door de schoorsteen, die de hele kamer met roet vult en de beker melk zwart maakt.
Charlotte Cary blijkt helemaal geen rijke vrouw uit de stad te zijn, maar iemand uit de streek met een persoonlijke rancune jegens Sally; haar accent verandert eensklaps wanneer ze de waarheid spreekt. Wanneer Sarah Hollis haar stem terugkrijgt, wordt duidelijk dat Elizabeth eigenlijk Sally’s moeder is; ze was verkracht door een edele toen ze als dienstmeid werkte en liet het kind adopteren. Het oordeel van de jury moet hoe dan ook unaniem zijn, en de vrouwen besluiten er de arts bij te halen. Met een zelf ontworpen speculum onderzoekt dokter Willis Sally’s baarmoeder en bevestigt dat ze inderdaad zwanger is. Hij beweert dat de vrouwelijke sekse voortdurend gevaar loopt voor aberrant gedrag, doordat eierstokken de geest destabiliseren. De vrouwen merken op dat het vreemd is dat we zoveel meer weten over kometen dan over de vrouwelijke anatomie.
Het ziet ernaar uit dat Sally de doodstraf zal ontlopen. Lady Wax, de moeder van het vermoorde kind, neemt hiermee geen genoegen en sluipt de kamer binnen nadat de meeste vrouwen huiswaarts getogen zijn. Ze geeft Coombes geld, dat hij willens nillens moet aanvaarden omdat de familie Wax zijn huisbaas is. Coombes schopt Sally meermaals in de buik totdat ze een miskraam krijgt. Wanneer Elizabeth begrijpt wat er gebeurd is, zegt ze Sally dat ze naar het zwerk moet kijken, waar de Komeet Halley duidelijk te zien is. Ze wurgt haar van achteren met een draad. 
In de laatste scène is het 2061 en de komeet is terug. De vrouwen kijken even omhoog en hervatten hun werk. Er is weinig veranderd.

## Opvoeringen
The Welkin werd veelal positief onthaald. Een recensent van The Guardian noemde het stuk een feministische variant van Twelve Angry Men. Een andere recensent beklaagde zich echter dat de acteurs grotendeels onverstaanbaar waren, omdat ernaar gestreefd werd met authentieke Oost-Engelse accenten uit de achttiende eeuw te praten. Teneinde de authenticiteit te verhogen, maakt Kirkwoord in haar stuk geregeld gebruik van archaïsche en dialectische woordenschat met een achttiende-eeuwse zinsbouw; sommige dialectwoorden worden in voetnoten verklaard.
In februari 2020 werden alle verdere opvoeringen opgeschort wegens de wereldwijde COVID-19-pandemie.
In juni 2022 werd het stuk in het Weense Burgtheater onder de titel Das Himmelszelt opgevoerd, in een Duitse vertaling van Corinna Brocher en een regie van Tina Lanik.